# Blue Marlin (schip, 2000)
De Blue Marlin en het zusterschip Black Marlin behelzen de Marlin-klasse half-afzinkbare transportschepen. Ze waren eigendom van Offshore Heavy Transport uit Oslo vanaf de bouw, in april 2000 en november 1999 respectievelijk, tot 6 juli 2001, toen ze werden overgenomen door Dockwise uit Nederland. Sinds 2013 is Boskalis eigenaar van beide schepen. Ze zijn ontworpen om zeer grote half-afzinkbare boorplatforms te vervoeren die 30.000 ton kunnen wegen en een zwaartepunt hebben dat zo'n 30 meter boven het dek ligt. De Marlins hebben een accommodatie met 38 hutten om plaats te bieden aan 60 mensen, een sportzaal, sauna en zwembad.

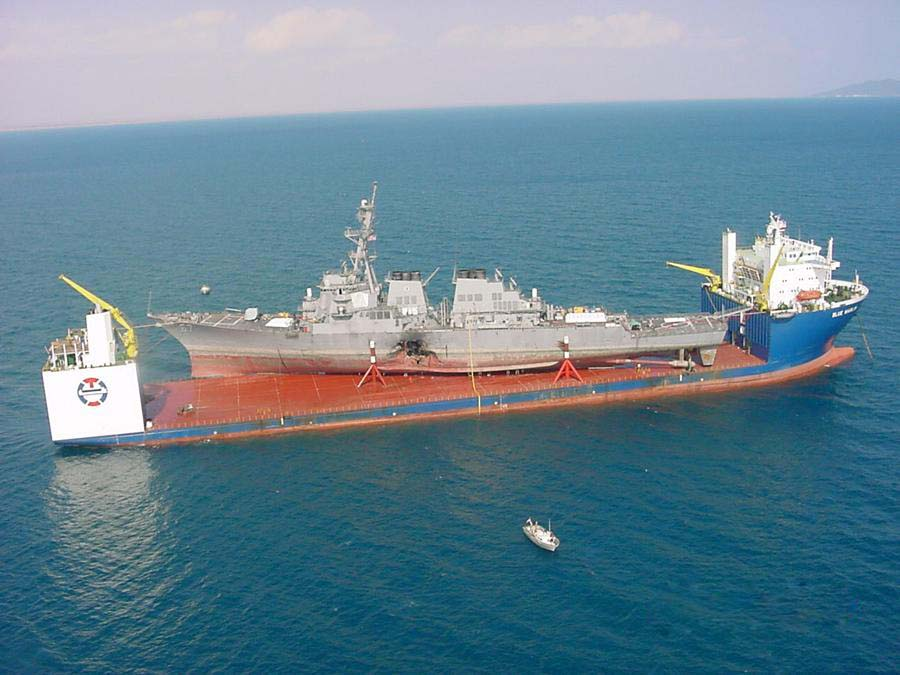
De Blue Marlin met de USS Cole.

De Amerikaanse marine huurde de Blue Marlin van Offshore Heavy Transport om de USS Cole terug naar de Verenigde Staten te brengen na de aanslag op de USS Cole in Aden door zelfmoordterroristen.
In de tweede helft van 2003 werd de Blue Marlin verlengd en verbreed en werden twee intrekbare voortstuwers geplaatst om de manoeuvreerbaarheid te vergroten. In januari 2004 was de ombouw gereed en vervoerde het het Thunder Horse-platform, met een gewicht van 60.000 ton, van Zuid-Korea naar Corpus Christi, Texas.
In juli 2005 vervoerde de Blue Marlin de gasraffinaderij Snøhvit van Cádiz naar Hammerfest. Dit transport werd gefilmd voor de tv-show Kings of Construction op Discovery Channel.
In november 2005 vertrok de Blue Marlin uit Corpus Christi met de Sea-Based X-Band Radar op weg naar Adak, Alaska, via Kaap Hoorn en Pearl Harbor, Hawaï.

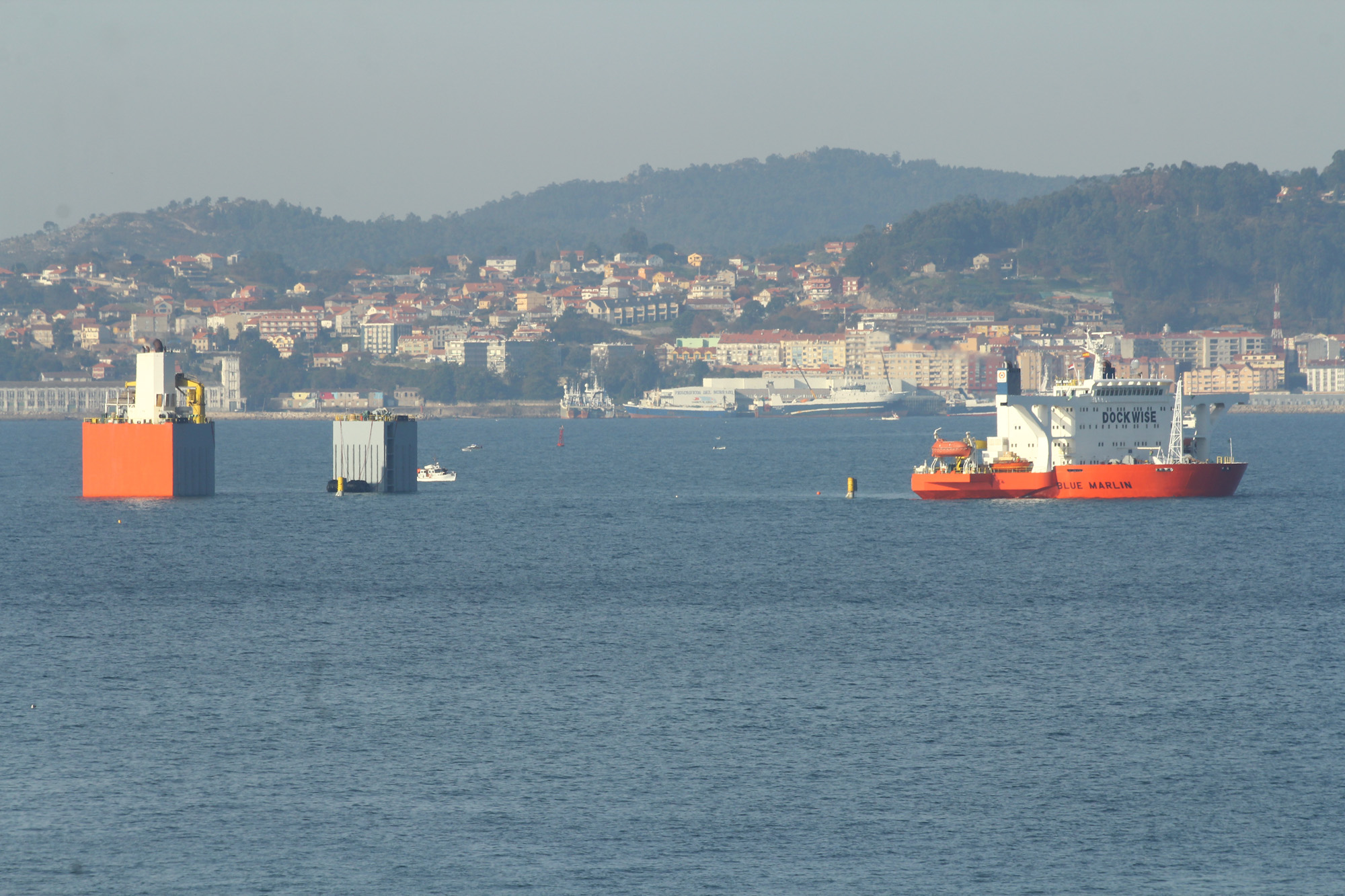
Van de Blue Marlin steken alleen de boeg met stuurhut en de twee geleiders bij de achtersteven nog boven water uit, in afwachting van een rompdeel van HMAS Adelaide. Dit vliegdekschip voor de Koninklijke Australische marine is gebouwd in Noord-Spanje, 2013